# Cắt lưng hung
Cắt lưng hung (danh pháp khoa học: Falco tinnunculus) là một loài chim săn mồi thuộc chi Cắt trong họ Cắt (Falconidae)..
Loài này hiện diện trên một phạm vi lớn. Nó là phổ biến rộng rãi trong châu Âu, châu Á, Châu Phi, cũng như thỉnh thoảng đến bờ biển phía đông của Bắc Mỹ . Nhưng mặc dù nó đã thuộc địa hóa vài đảo đại dương, cá thể lang thang nói chung là hiếm, ví dụ như trong toàn bộ Micronesia, loài cắt này đã được ghi lại hai lần ở Guam và Saipan ở Marianas..

## Tham khảo

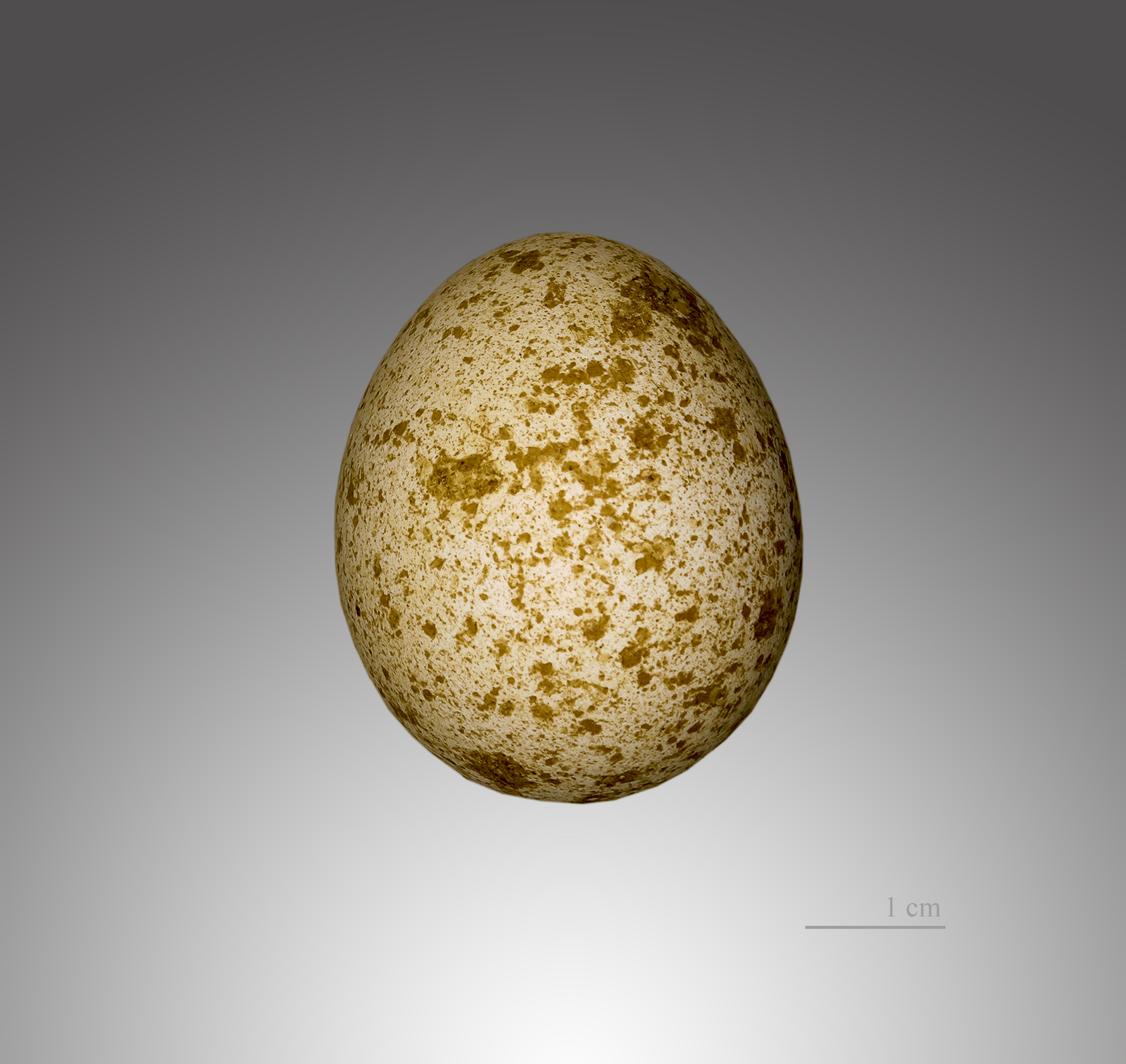
Falco tinnunculus